# Missulena dipsaca
Missulena dipsaca är en spindelart som beskrevs av Faulder 1995. Missulena dipsaca ingår i släktet Missulena och familjen Actinopodidae. Inga underarter finns listade i Catalogue of Life.